# 너를 노리고 있다
너를 노리고 있다(You Are Aimed)는 한국에서 제작된 이신명 감독의 1965년 드라마 영화이다. 독고성 등이 주연으로 출연하였고 성동호 등이 제작에 참여하였다.

## 출연

### 주연
- 독고성
- 장동휘
- 박노식
- 남미리

## 제작진
- 원작자: 주동운
- 조명: 윤창화
- 미술: 이봉선